# Bolitoglossa franklini
Bolitoglossa franklini es una especie de salamandras en la familia Plethodontidae.
Habita en el sudoeste de Guatemala y en el sur de Chiapas (México).
Su hábitat natural son bosques húmedos tropicales o subtropicales a media altitud.
Está amenazada de extinción debido a la destrucción de su hábitat.